# Miquelianina
Miquelianin (quercetina 3- O -glucurónido) es un flavonol glucurónido, un tipo de compuesto fenólico presente en el vino, en especies de hierba de San Juan, como Hypericum hirsutum,  en Nelumbo nucifera (Indian lotus) o judías verdes.
Está también en el plasma como metabolito de quercetina de una rata. Muestra un efecto antioxidante  en el plasma humano. Los estudios in vitro indican que miquelianina es capaz de alcanzar el sistema nervioso central desde el intestino delgado.